# Timple

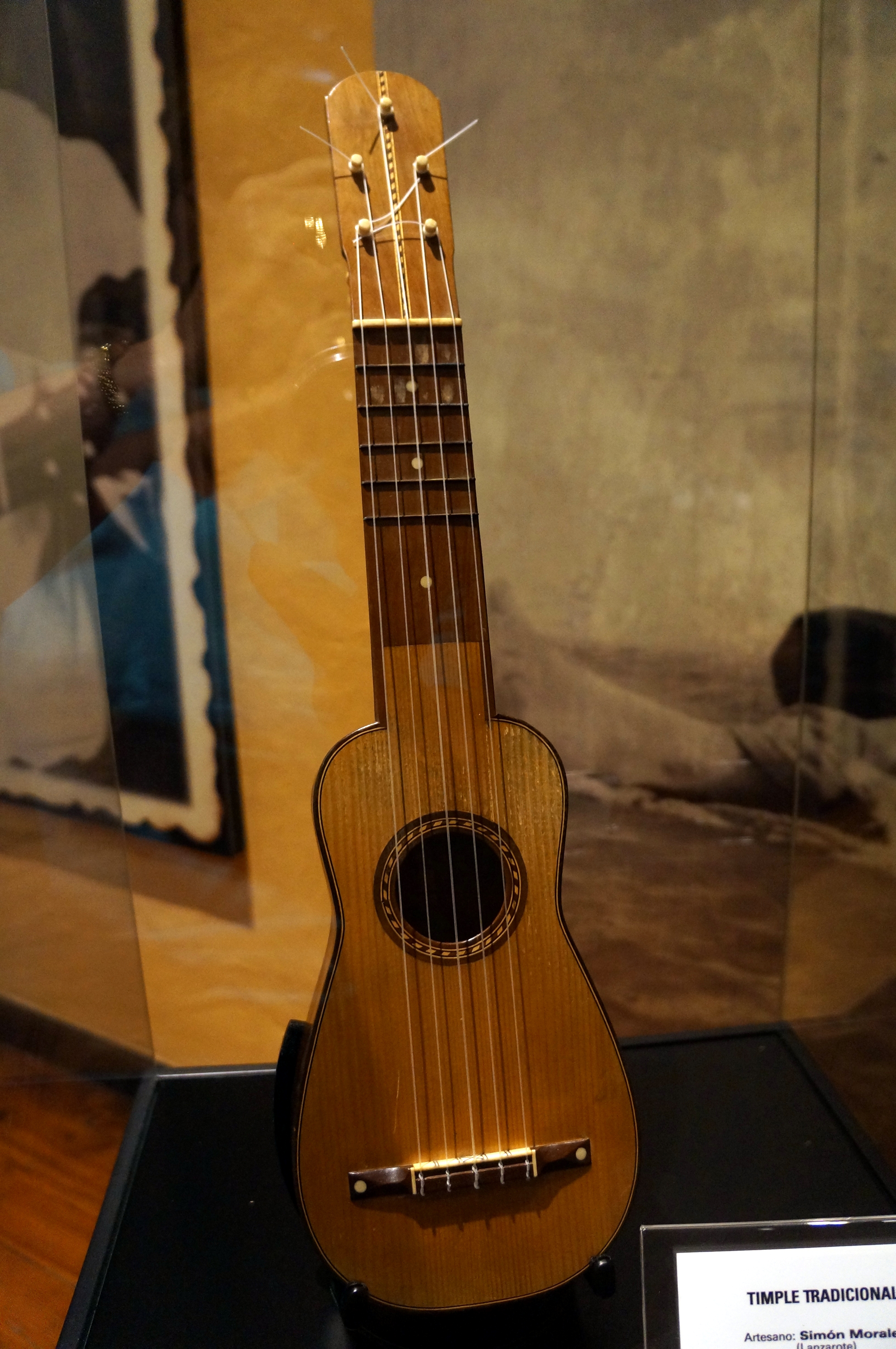
Frontal del timple

El timple es un instrumento musical de cuerda pulsada con cinco cuerdas, típico y originario de las islas Canarias. Deriva de la guitarra barroca e instrumentos similares. 
Mide unos 55 cm. Su caja de resonancia es estrecha y el fondo es abombado en forma de joroba, por lo que se le conoce también como «camellito sonoro». La afinación habitual del timple es re-la-mi-do-sol (primera a quinta cuerda), donde el do y el sol son más agudos que el mi. 
Algunos de sus primos que han perdurado en los países iberoamericanos son:
- El charango, de Perú, Bolivia, Chile y Argentina (que comparten el altiplano donde tuvo sus orígenes)
- El cuatro venezolano
- La vihuela mexicana

También está emparentado con el cavaquinho portugués y con el guitarro mallorquín
También es muy confundido con el ukelele 

## Origen
Su origen es canario. En la actualidad está presente en todas las islas, como parte integrante esencial de las agrupaciones del archipiélago. Sin embargo, históricamente ha tenido un uso más extendido en Tenerife, Gran Canaria, Fuerteventura y Lanzarote. En las islas de La Palma, La Gomera y El Hierro, donde el timple era prácticamente desconocido, mantuvieron instrumentos musicales más ancestrales como el pito, las chácaras y el tambor.
En sus inicios era un instrumento de acompañamiento en las parrandas de tocadores, se solía tocar sólo rasgueando las cuerdas, en algunas islas se usaban timples de cuatro cuerdas. Con el paso del tiempo se fueron desarrollando diferentes patrones de rasgueo en cada isla. Antiguamente se podía saber de dónde era un ejecutante por cómo rasgueaba el timple, pero en la actualidad las y los timplistas tocan una mezcla de punteos, arpegios y rasgueos.

## Lutieres
Uno de los primeros y más importantes fabricantes de timples a principios del S. XX fue Simón Morales Tavío, de la isla de Lanzarote, quien fabricaba de manera sistemática y conocida, llegando a hacer algunas piezas consideradas obras de arte. Sus timples estaban muy cotizados por su calidad de construcción.
Durante el S. XX se difundió el uso del timple, aunque existiese con anterioridad, como instrumento no solo de acompañamiento, sino también como solista. Eso implicó que los fabricantes tuviesen que adaptarse a las necesidades y peticiones de los tocadores, como el aumento de la cantidad de trastes. Se configuraba así no solo la realidad de un timple tradicional, que era constructivamente y morfológicamente más sencillo, y otra corriente de timples construidos con más detalle, adaptados a las necesidades de los timplistas solistas.
Algunos lutieres trabajaron en el desarrollo de nuevas técnicas de fabricación, como Jesús Machín, quien diseñó y desarrolló, con Juan Molina, el primer timple electroacústico para José Antonio Ramos. 
Otros artesanos, como Vicente Corujo, Francisco Fariña, Abraham Luthier, Francisco de Rosa o David Sánchez, también han contribuido a las técnicas de fabricación, mientras que aún hay constructores que fabrican timples sencillos para acompañamiento en agrupaciones tradicionales.

## Fabricación y morfología del timple
La fabricación es artesanal. Las producciones, algunas de artesanos de renombre, son demandadas por las agrupaciones folclóricas y timplistas profesionales, principalmente en Tenerife, Gran Canaria y Lanzarote.
Tradicionalmente se ha llamado «timple» a todos los instrumentos derivados del timple original de 5 cuerdas y longitud de escala soprano (36 cm). Sin embargo, en los últimos años la proliferación de diferentes longitudes de escala ha complicado la situación un poco. Además no hay acuerdo en unas medidas estándar para la longitud de escala o tiro, cada cual utiliza una medida que considera apropiada. Realmente el problema radica en la falta de elección de cuerdas para timple que permitan encordar el mismo instrumento con varias tensiones a gusto del músico. Así por ejemplo un constructor considera que una escala de 38,5 cm está bien para un timple de concierto porque tiene una tensión media a la hora de tocar, mientras que otros llegan a 39 cm para conseguir más tensión en las cuerdas y facilitar el punteo al músico. En algunos casos se ven timples de 41 cm que al ser afinados en Re adquieren una tensión de cuerdas significativa y muy apreciada por músicos como «El Colorao», Domingo Rodríguez Oramas.
Las partes del timple son:
- La pala: es el lugar donde se encuentra colocado el clavijero con el que se afina el instrumento.
- Mástil: es el brazo de madera que sobresale por encima del cuerpo y donde se encuentran ancladas la pala, los trastes y el diapasón.
- Cejuela: es la pieza situada en el mástil para apretar o elevar las cuerdas al mismo tiempo.
- Diapasón: colocado sobre el mástil contiene los trastes.
- Trastes: varillas metálicas para dar las notas con los dedos.
- Tapa armónica, boca y puente, forman parte del cuerpo del timple, siendo la boca el orificio central, la tapa la madera superior y el puente el anclaje final de las cuerdas.
- Aros y tapa posterior, son las últimas partes del cuerpo del timple y terminan la caja de resonancia del mismo.

Además de la electrificación del timple, cada vez más común, se están realizando trabajos con materiales como la fibra de carbono y el plástico utilizado en el timple hecho con impresora 3D.

## Tipos de timple
Los timples se clasifican en función de la longitud de su escala musical, es decir, la distancia entre las dos cejillas: puente y pala. Los constructores no utilizan las mismas dimensiones y además existen varios nombres que se han ido utilizando de manera incorrecta como contra o timple de concierto (cualquier timple que esté muy elaborado y parezca hecho para un profesional, aunque mida 43 cm de escala).
- Timple soprano: los timples clásicos con longitudes de escala de menos de 38 cm, tienen muy poca tensión cuando se afinan en Re, tal vez agradecerían afinar un tono o medio tono más agudo. 1.ª y 4.ª nilón 0,55 mm, 2.ª y 5.ª nilón 0,65 mm, 3.ª nilón 0,75-0,77 mm y algunas personas cuerdas entorchadas de nilón.
- Timple de concierto: timples con longitudes de escala de 39 cm, tienen una tensión buena en Re. 1.ª y 4.ª nilón 0,55 mm, 2.ª y 5.ª nilón 0,65 mm, 3.ª nilón 0,75-0,77 mm y algunas personas cuerdas entorchadas de nilón. En los timples de escala 41 cm, se debe pensar que es como si añadiéramos un traste más en el tado de la pala, por lo tanto la sensación de tensión afinado en Re es la misma que si se afina un timple de concierto medio tono más agudo; en resumen con las mismas cuerdas afinando en Re obtenemos una tensión alta.
- Timple tenor:  algunos timples modernos con longitudes de escala de 43 cm, tienen muchísima tensión cuando se afinan en Re, y la recomendación es afinarlos un tono más grave. 1.ª y 4.ª nilón 0,55 mm, 2.ª y 5.ª nilón 0,65 mm, 3.ª nilón 0,75-0,77 mm y algunas personas cuerdas entorchadas de nilón.
- Timple barítono: Muy de moda desde hace unos años por su sonido grave y potente, en estos instrumentos hay longitudes de escala tan dispares como 45 (Agrícola), 46.2 (Kiman) y 48 (Fariña). La intención de todos estos instrumentos es acompañar y llenar un hueco existente entre el timple y la guitarra, siendo el rango similar a la vihuela mexicana. Normalmente afinados en La, en los dos primeros casos se recomienda 1.ª y 4.ª primera de guitarra, 2.ª y 5.ª segunda de guitarra, 3.ª tercera de guitarra; y es la encordadura lógica si se tiene en cuenta que el 5.º traste de una guitarra es una nota La en la primera cuerda y se corresponde más o menos con 46 cm de escala. En el caso de 48 cm. Fariña utiliza 1.ª y 4.ª nilón 0,65, 2.ª y 5.ª primera de guitarra entorchada, 3.ª segunda de guitarra entorchada.[3]

## Composiciones
Hoy en día tiene gran aceptación entre los músicos profesionales y orquestas. Se ha iniciado su expansión internacional especialmente por América, con la especialidad de su sonido. Se encuentra en trámites su aprobación para la enseñanza oficial en los Conservatorios de Música de Canarias.
Existe una amplia literatura sobre el timple, especialmente de métodos de enseñanza, realizados principalmente por profesores de música. Los principales timplistas también han realizado sus propias publicaciones, como Ramos, El Colorao, Cabrera o Izquierdo. También existen publicaciones de partituras y de investigación histórica.  

## Timplistas

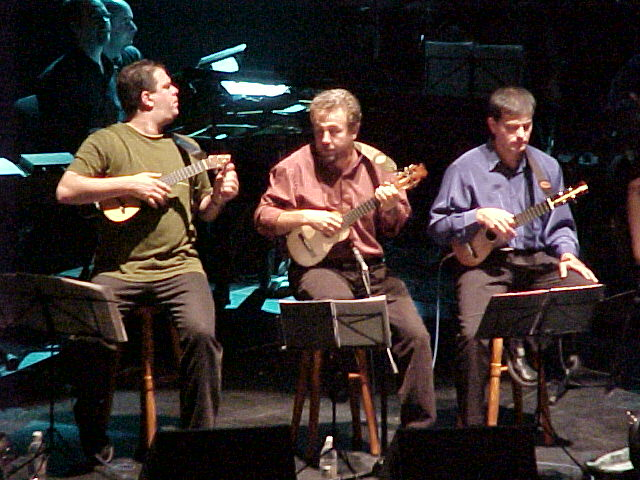
Presentación de "Timples 2000" conformado por José Antonio Ramos, Domingo Rodríguez Oramas «El Colorao» y Benito Cabrera en Puerto del Rosario, Fuerteventura, Islas Canarias, España.

Algunos de los nombres más conocidos son Totoyo Millares, José Antonio Ramos, el «majorero» Domingo Rodríguez Oramas «El Colorao» y Benito Cabrera. Sin embargo, hubo muchos otros intérpretes y solistas anteriores, como Argelio Rojas «Rojitas», Agrícola Álvarez (quien además fabricaba timples), o Casimiro Camacho. 
A comienzos del siglo XXI, surgió una generación de timplistas jóvenes. Algunos nombres destacados son José Domingo Curbelo, Alexis Lemes, Althay Páez, Beselch Rodríguez, Yone Rodríguez, Pedro Izquierdo, Germán López, Josele del Pino, Gabriel García, Abraham Ramos Chodo, Abraham Ramos Sánchez, Javier Castro-Gomis, Juan Pablo Pérez López, Jesús Martín, Juanma Benítez, o Ismael Campos.  
Desde el punto de vista de la innovación, destaca el director y fundador del grupo Artenara, Enrique Mateu, el primero en utilizar los timples de seis y doce cuerdas.